# Oligostachyum oedogonatum
Oligostachyum oedogonatum är en gräsart som först beskrevs av Zheng Ping Wang och Guang Han Ye, och fick sitt nu gällande namn av Q.F.Zhang och Ke Fu Huang. Oligostachyum oedogonatum ingår i släktet Oligostachyum och familjen gräs. Inga underarter finns listade i Catalogue of Life.